# Ramsey (Minnesota)
Ramsey is een plaats (city) in de Amerikaanse staat Minnesota, en valt bestuurlijk gezien onder Anoka County.

## Demografie
Bij de volkstelling in 2000 werd het aantal inwoners vastgesteld op 18.510.

## Geografie
Volgens het United States Census Bureau beslaat de plaats een oppervlakte van
77,1 km², waarvan 74,6 km² land en 2,5 km² water.

## Plaatsen in de nabije omgeving
De onderstaande figuur toont nabijgelegen plaatsen in een straal van 12 km rond Ramsey.

## Geboren
- Marcus Tyus (1994), basketballer